# Триниобийплатина
Триниобийплатина — бинарное неорганическое соединение
ниобия и платины
с формулой Nb3Pt,
серые кристаллы.

## Получение
- Спекание стехиометрических количеств чистых веществ:

{\displaystyle {\mathsf {3Nb+Pt\ {\xrightarrow {2040^{o}C}}\ PtNb_{3}}}}

## Физические свойства
Триниобийплатина образует кристаллы
кубической сингонии,
пространственная группа P m3n,
параметры ячейки a = 0,5181 нм, Z = 2,
структура типа силицида трихрома Cr3Si
.
Соединение образуется по перитектической реакции при температуре 2040°С.
Имеет большую область гомогенности 19÷28 ат.% платины .
При температуре 6,0÷10,9 К переходит в сверхпроводящее состояние
.
При облучении кристаллов нейтронами, температура сверхпроводящего перехода снижается до 3,5 К
.